# Wards de Myanmar
Um ward (birmanês:  ရပ်ကွက်) é uma subdivisão administrativa de quarto nível das cidades e vilas urbanas de Myanmar, abaixo da subdivisão township. Currently, as of August 2015, there are 3,183 wards in Myanmar. O equivalente para townships rurais é um Trato da aldeia.